# Челарево
Челарево (слч. Čelárevo; раније Чиб) је насељено место у општини Бачка Паланка, у Јужнобачком округу, у Србији. Према попису из 2022. било је 4.128 становника.
У Челареву се налази фабрика пива Карлсберг Србија, основана 1892. године, која је једна од најпознатијих и најбољих пивара у региону. Недалеко од насеља се налази и археолошко налазиште од изузетног значаја, познато под именом Аварска некропола.

## Историја
Чеб се јавља у 18. веку као српско насеље. У њему 1733. године има 115 домова. А православни свештеници су: Илија и Гаврил Јовановић, те Михаил Маријановић.
Пре Другог светског рата место је било насељено претежно живљем немачке етничке припадности и звало се Чиб. Доста се гајила кудеља, која се прерађивала у локалној фабрици. Након исељавања Немаца, 1946. године, место насељавају колонисти из Босанске Крајине, а месту је промењено име у Челарево у знак сећања на народног хероја Здравка Челара (1917—1942).
У Челареву се налази Дворац Дунђерски.

## Спорт
Познати спортски клубови из Челарева су: фудбалски клуб ЧСК Пивара, који се тренутно такмичи у Српској лиги Војводина, трећем рангу такмичења, затим женски кошаркашки клуб Челарево, који је члан супер лиге Србије, а такође једна од најуспешнијих спортских секција у Челареву су и стонотенисери.

## Демографија
У насељу Челарево живи 4397 пунолетних становника, а просечна старост становништва износи 39,9 година (38,6 код мушкараца и 41,1 код жена). У насељу има 1865 домаћинстава, а просечан број чланова по домаћинству је 2,91. (Према попису становништва 2011. годеине)
Ово насеље је углавном насељено Србима (према попису из 2002. године).
|             | \| Демографија[3] \| Демографија[3] \| Демографија[3] \| \| Година \| Становника \| Становника \| \| -------------- \| -------------- \| -------------- \| \| 1948. \| 3.454 \| \| \| 1953. \| 3.483 \| \| \| 1961. \| 3.717 \| \| \| 1971. \| 4.073 \| \| \| 1981. \| 4.817 \| \| \| 1991. \| 5.011 \| 4.940 \| \| 2002. \| 5.423 \| 5.505 \| \| 2011. \| 4.831 \| \| \| 2022. \| 4.128 \| \| |            |
| Демографија | |            |
| Година      | Становника | Становника |
| 1948.       | 3.454 |            |
| 1953.       | 3.483 |            |
| 1961.       | 3.717 |            |
| 1971.       | 4.073 |            |
| 1981.       | 4.817 |            |
| 1991.       | 5.011 | 4.940      |
| 2002.       | 5.423 | 5.505      |
| 2011.       | 4.831 |            |
| 2022.       | 4.128 |            |

| Етнички састав према попису из 2002.‍ | Етнички састав према попису из 2002.‍ | Етнички састав према попису из 2002.‍ | Етнички састав према попису из 2002.‍ | Етнички састав према попису из 2002.‍ |
| ------------------------------------ | ------------------------------------ | ------------------------------------ | ------------------------------------ | ------------------------------------ |
|                                      |                                      |                                      |                                      |                                      |
| Срби                                 | Срби                                 |                                      | 4.396                                | 81,06%                               |
| Словаци                              | Словаци                              |                                      | 462                                  | 8,51%                                |
| Мађари                               | Мађари                               |                                      | 138                                  | 2,54%                                |
| Југословени                          | Југословени                          |                                      | 114                                  | 2,10%                                |
| Хрвати                               | Хрвати                               |                                      | 62                                   | 1,14%                                |
| Црногорци                            | Црногорци                            |                                      | 22                                   | 0,40%                                |
| Немци                                | Немци                                |                                      | 15                                   | 0,27%                                |
| Украјинци                            | Украјинци                            |                                      | 10                                   | 0,18%                                |
| Руси                                 | Руси                                 |                                      | 4                                    | 0,07%                                |
| Македонци                            | Македонци                            |                                      | 4                                    | 0,07%                                |
| Чеси                                 | Чеси                                 |                                      | 3                                    | 0,05%                                |
| Роми                                 | Роми                                 |                                      | 2                                    | 0,03%                                |
| Муслимани                            | Муслимани                            |                                      | 2                                    | 0,03%                                |
| Словенци                             | Словенци                             |                                      | 1                                    | 0,01%                                |
| Албанци                              | Албанци                              |                                      | 1                                    | 0,01%                                |
| непознато                            | непознато                            |                                      | 5                                    | 0,09%                                |

| Година пописа     | 1948. | 1953. | 1961. | 1971. | 1981. | 1991. | 2002. |
| ----------------- | ----- | ----- | ----- | ----- | ----- | ----- | ----- |
| Број домаћинстава | 709   | 829   | 961   | 1.161 | 1.460 | 1.597 | 1.865 |

| Број чланова      | 1   | 2   | 3   | 4   | 5   | 6  | 7  | 8 | 9 | 10 и више | Просек |
| ----------------- | --- | --- | --- | --- | --- | -- | -- | - | - | --------- | ------ |
| Број домаћинстава | 297 | 485 | 432 | 464 | 134 | 41 | 11 | 1 | 0 | 0         | 2,91   |

| Пол    | Укупно | Неожењен/Неудата | Ожењен/Удата | Удовац/Удовица | Разведен/Разведена | Непознато |
| ------ | ------ | ---------------- | ------------ | -------------- | ------------------ | --------- |
| Мушки  | 2.199  | 658              | 1.385        | 97             | 57                 | 2         |
| Женски | 2.387  | 517              | 1.414        | 378            | 75                 | 3         |
| УКУПНО | 4.586  | 1.175            | 2.799        | 475            | 132                | 5         |

| Пол    | Укупно                    | Пољопривреда, лов и шумарство | Рибарство                            | Вађење руде и камена | Прерађивачка индустрија       |
| ------ | ------------------------- | ----------------------------- | ------------------------------------ | -------------------- | ----------------------------- |
| Мушки  | 1.143                     | 204                           | 0                                    | 0                    | 640                           |
| Женски | 974                       | 52                            | 0                                    | 0                    | 619                           |
| УКУПНО | 2.117                     | 256                           | 0                                    | 0                    | 1.259                         |
| Пол    | Производња и снабдевање   | Грађевинарство                | Трговина                             | Хотели и ресторани   | Саобраћај, складиштење и везе |
| Мушки  | 5                         | 34                            | 75                                   | 24                   | 25                            |
| Женски | 1                         | 13                            | 103                                  | 13                   | 4                             |
| УКУПНО | 6                         | 47                            | 178                                  | 37                   | 29                            |
| Пол    | Финансијско посредовање   | Некретнине                    | Државна управа и одбрана             | Образовање           | Здравствени и социјални рад   |
| Мушки  | 6                         | 11                            | 46                                   | 13                   | 7                             |
| Женски | 12                        | 10                            | 10                                   | 48                   | 60                            |
| УКУПНО | 18                        | 21                            | 56                                   | 61                   | 67                            |
| Пол    | Остале услужне активности | Приватна домаћинства          | Екстериторијалне организације и тела | Непознато            | Непознато                     |
| Мушки  | 23                        | 1                             | 0                                    | 29                   | 29                            |
| Женски | 11                        | 3                             | 0                                    | 15                   | 15                            |
| УКУПНО | 34                        | 4                             | 0                                    | 44                   | 44                            |

## Галерија
- Стара кућа у селу
- Пивара Челарево
- Музеј пиваре
- Католичка црква